# Bonisa nakaza
Bonisa nakaza Gosliner, 1981 è un mollusco nudibranchio della famiglia Janolidae. È l'unica specie nota del genere Bonisa.